# 前田義徳
前田 義徳（まえだ よしのり、1906年（明治39年）1月31日 - 1983年（昭和58年）12月17日）は、日本の放送経営者、ジャーナリスト。
第10代NHK会長。ワンマン会長として組織の拡大充実に努め、『NHK中興の祖』と仰がれた。

## 来歴・人物
北海道旭川市出身。庁立旭川中学校を経て東京外語学校（現東京外国語大学）イタリア語科卒業後、ヨーロッパに留学、ローマ大学法科に学ぶ。
1936年朝日新聞ローマ支局に現地入社、記者としてイタリアのエチオピア侵入（第二次エチオピア戦争）などをスクープ。1947年大阪本社外報部長を最後に退社。
出版社経営を経て1950年、NHKに解説委員として入局。その後報道局長・編成局長・専務理事・副会長などを経て1964年、阿部眞之助会長が在職中に死去した事に伴い会長就任、1973年まで務めた。NHK会長に就任した1964年は、同年に発足したアジア放送連合（現・アジア太平洋放送連合）の初代会長にも就任している。
前田の会長としての主な業績には、総合・教育テレビ、FM放送の全国放送網確立、難視解消、受信料の位置づけ、東京・渋谷の放送センター設置などが挙げられる。また、番組制作・送出におけるコンピュータの導入、衛星放送構想の推進や、吉田直哉・宮田輝・磯村尚徳といった思い切った人材登用など、経営者としての先見性や度量の大きさも見逃せない。
その一方で「ワンマン」と呼ばれたあくの強さや、佐藤栄作ら保守政界との深い結びつきに対しての批判も多かった。佐藤の「NHKはどこだ」に象徴される異例の退陣会見は、当時の内閣官房長官であった竹下登と前田の事前の打ち合わせに基づくとされている。また、「長髪で騒音を出しまくるGSは出演させない」などと発言したことから、当時、若者層からの反発を招き、1969年の第61回国会逓信委員会で青島幸男議員、森勝治議員に糾弾されたこともあった
。
退任後は財団法人国民政治協会会長、国語審議会会長、日本体操協会会長、国際政治協会会長、沖縄海洋博総プロデューサーなどを歴任。1976年勲一等瑞宝章、仏レジオンドヌール勲章、伊メリット勲章を受章。
1983年12月17日、呼吸不全のため、死去した。77歳没。